# Cabo Jorge
El cabo Jorge es un cabo de 280 m de altura de la isla San Pedro, que se encuentra en la costa norte-central de la isla, marcando la entrada sur de la bahía Godthul y cerrando por el norte a la bahía Herradura.
El islote al sudeste de este cabo es uno de los puntos que determinan las líneas de base de la República Argentina, a partir de las cuales se miden los espacios marítimos que rodean al archipiélago.